# Puchar Wysp Owczych w piłce nożnej (1970)
W 1970 roku odbyła się 16. edycja Pucharu Wysp Owczych. Brały w nim wówczas udział jedynie drużyny z pierwszej klasy rozgrywek na archipelagu. Finału nie rozegrano. Turniej miał trzy fazy:
- Runda wstępna
- Półfinały
- Finał

## Uczestnicy
W Pucharze Wysp Owczych wzięły udział drużyny z najwyższego poziomu rozgrywek na archipelagu.
| Meistaradeildin 1970 5 drużyn                                       |
| - B36 Tórshavn - HB Tórshavn - KÍ Klaksvík - TB Tvøroyri - VB Vágur |

## Terminarz
| Runda         | Data meczu      |
| ------------- | --------------- |
| Runda wstępna | 7 czerwca 1970  |
| Półfinały     | 14 czerwca 1970 |
| Finał         | 6 września 1970 |

## Przebieg rozgrywek

### Runda wstępna
| Drużyna 1      | Wynik | Drużyna 2    |
| -------------- | ----- | ------------ |
| 7 czerwca 1970 |       |              |
| VB Vágur       | 4:1   | B36 Tórshavn |

| 7 czerwca 1970 | VB Vágur | 4:1 | B36 Tórshavn    |                                                     |
|                |          |     | Vinjard Joensen | á Eiðinum, Vágur Sędzia: Mervyn Dimon (TB Tvøroyri) |

### Półfinały
| Drużyna 1       | Wynik | Drużyna 2   |
| --------------- | ----- | ----------- |
| 14 czerwca 1970 |       |             |
| KÍ Klaksvík     | 1:0   | VB Vágur    |
| HB Tórshavn     | 5:1   | TB Tvøroyri |

| 14 czerwca 1970 | KÍ Klaksvík     | 1:0 | VB Vágur |                                             |
|                 | Jógvan Jacobsen |     |          | Gundadalur, Tórshavn Sędzia: Oddmar á Steig |

| 14 czerwca 1970 | HB Tórshavn  | 5:1   | TB Tvøroyri             |                                                           |
|                 | Børge Hansen | (2:0) | ?' (sam.) Jóhan Nielsen | Gundadalur, Tórshavn Sędzia: Ludvig Jónsson (KÍ Klaksvík) |

### Finał
Finał Pucharu miał zostać rozegrany na stadionie w Tórshavn, 6 września 1970 roku. KÍ Klaksvík odmówił jednak gry na stadionie HB Tórshavn i wycofał się. Propozycję rozegrania finału złożono również przegranemu w poprzedniej rundzie klubowi VB Vágur, który również zrezygnował z gry. Fótbóltssamband Føroya zadecydował o odwołaniu finału, zamiast przyznać HB zwycięstwo.